# رنکور
رنکور (به فرانسوی: Roncourt) یک کمون در فرانسه است که در Canton of Marange-Silvange واقع شده‌است.

## خصوصیات
رنکور ۶٫۷۳ کیلومترمربع مساحت و ۸۵۷ نفر جمعیت دارد.